# Herb Ostrowi Mazowieckiej
Herb Ostrowi Mazowieckiej – jeden z symboli miasta Ostrów Mazowiecka w postaci herbu.

## Wygląd i symbolika
Herb przedstawia na zielonej tarczy herbowej złotą ostrowę, z ośmioma sękami bocznymi (po cztery z każdej strony). Po heraldycznie prawej stronie ostrwi umieszczony jest złoty księżyc, skierowany barkiem w prawo. Po lewej stronie ostrowi znajduje się złota gwiazda sześciopromienna.
Symbolika herbu wiąże się z bartnictwem uprawianym dawniej w okolicach miasta, ponieważ ostrowa służyła do podbierania miodu pszczołom przez bartników.

## Historia
Wizerunek herbowy pochodzi z XVI wieku. Wizerunek herbu miasta ustalił w okresie międzywojennym, na podstawie badań archiwalnych, burmistrz Jan Dołęga-Zakrzewski.